# Giardino di Linneo

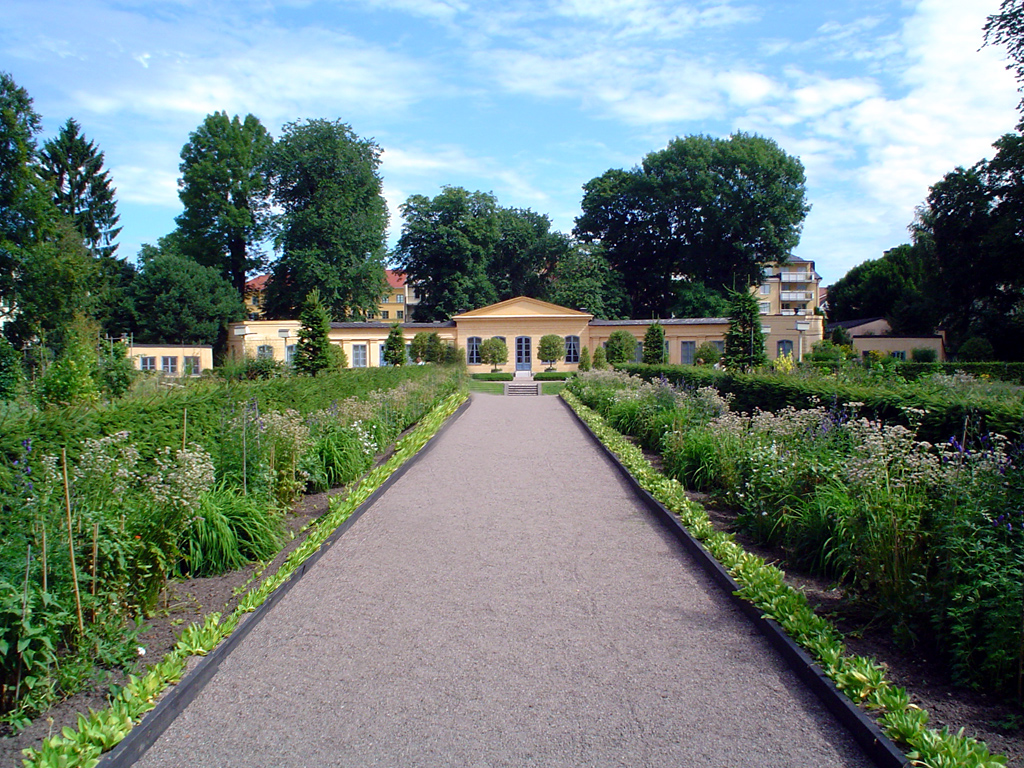
Veduta dell'orangerie

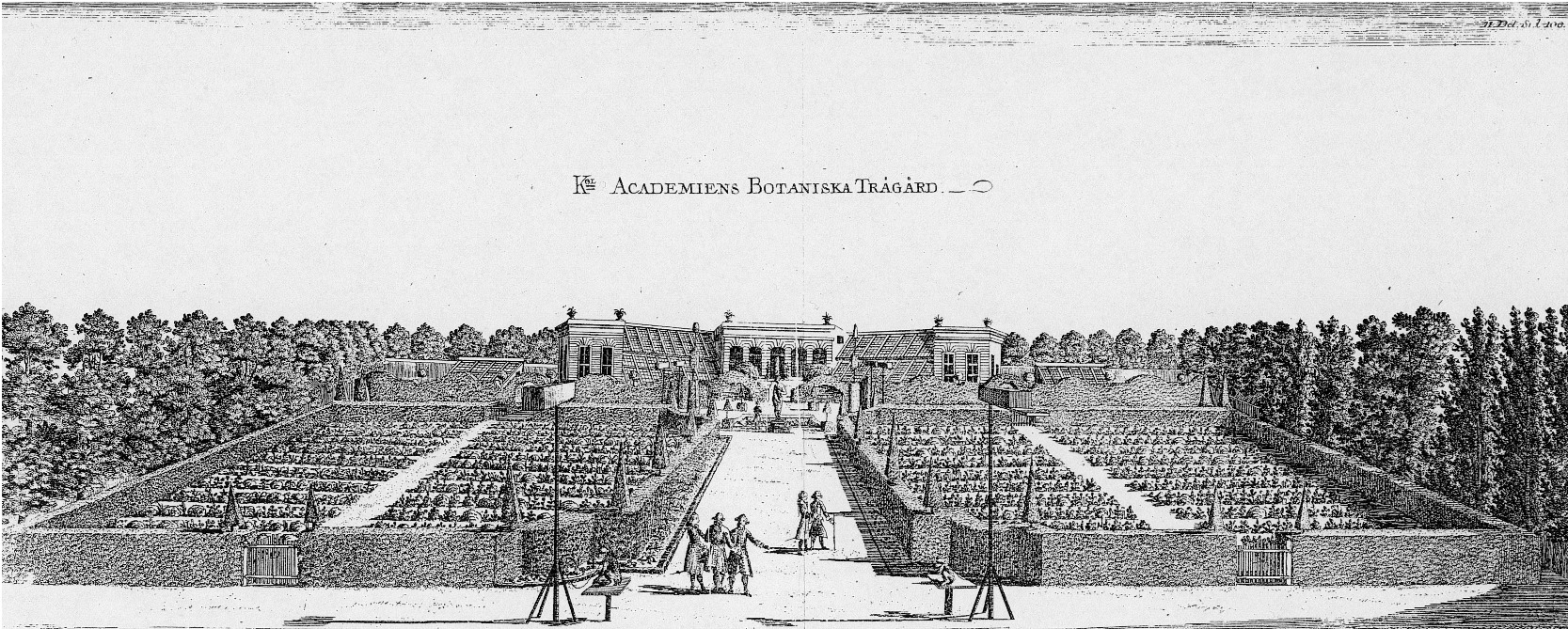
Il giardino di Linneo da una incisione del 1700

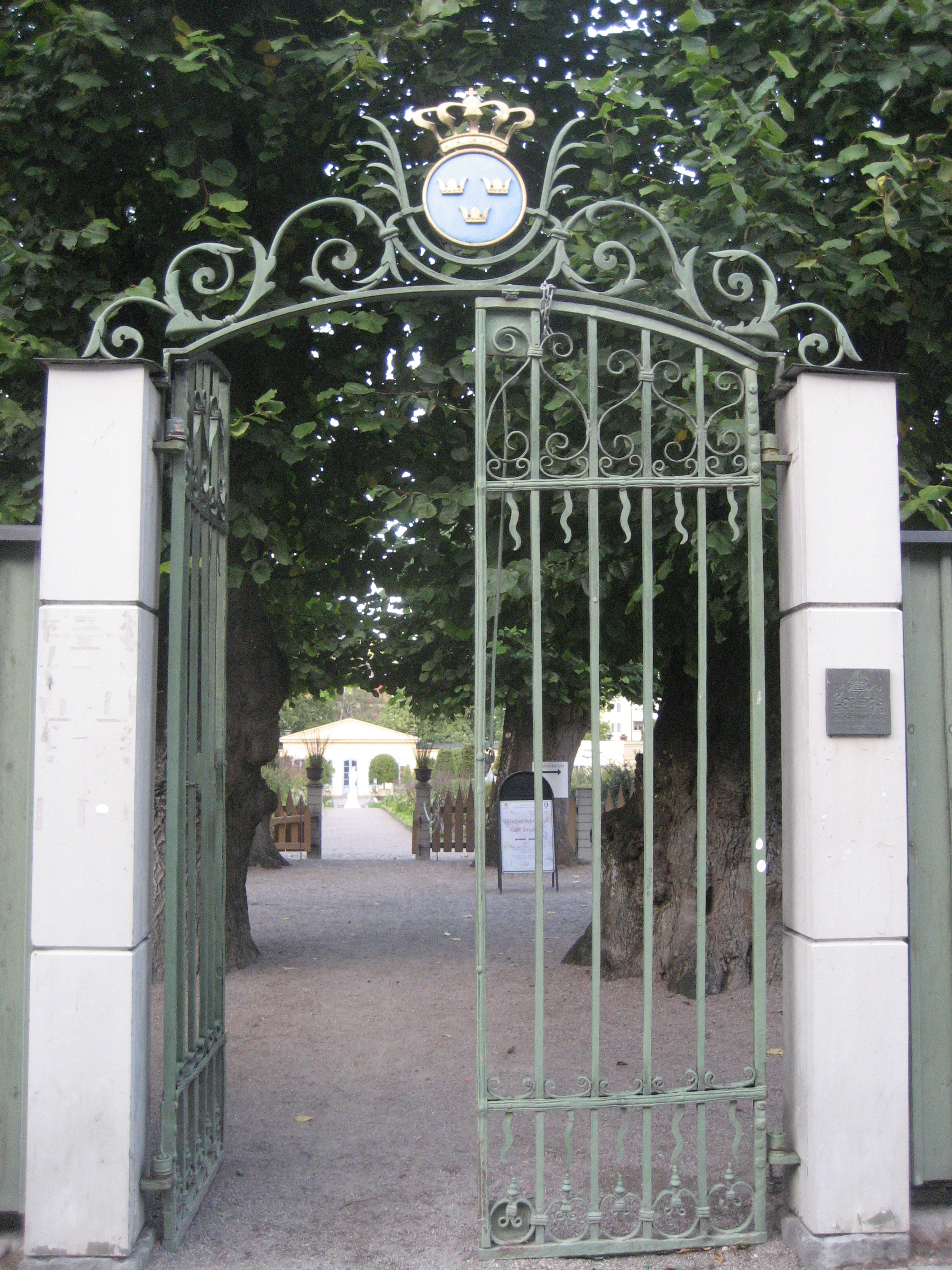
Il giardino di Linneo (2014)

Il giardino di Linneo (in svedese Linnéträdgården) è il più antico giardino botanico della Svezia.

## Storia
Fu istituito nel 1655 da Olof Rudbeck il Vecchio (1630-1702), professore di medicina, e già alla fine del XVII secolo annoverava una collezione di 1800 specie di piante.
Fu gravemente danneggiato dall'incendio di Uppsala del 1702, che distrusse quasi completamente la città. Dopo questo evento restò in stato di abbandono finché, nel 1741, non lo prese in gestione, in qualità di direttore, Linneo (1707-1778) che ne riorganizzò l'assetto e ne ampliò la superficie.
Sotto la direzione dell'architetto Carl Hårleman (1700-1753), fu realizzata in stile francese una Orangerie e venne definito l'attuale aspetto della struttura.
Nel 1807 Carl Peter Thunberg (1743-1828), successore di Linneo, convinse il re Gustavo III di Svezia a donare all'Università il parco del castello di Uppsala, dove spostò il giardino botanico con tutti i suoi impianti.
Nel 1917 il vecchio giardino, ubicato in Svartbäcksgatan 27, che era rimasto in stato di abbandono, grazie alla Società linneana svedese (Svenska Linnésällskapet) fu restaurato e riportato all'aspetto che aveva ai tempi di Linneo secondo le descrizioni presenti nell'Hortus Upsaliensis.
Il giardino fu poi rilevato dall'Università di Uppsala, mentre il Linnaean Museum, che si trova nell'abitazione in cui era vissuto Linneo, è gestito ancora oggi dalla Società linneana.
Oggi il giardino di Linneo è una struttura satellite dell'orto botanico dell'Università di Uppsala, che invece si trova vicino al castello di Uppsala. Vi sono coltivate all'attualità circa 1300 specie vegetali sistemate secondo lo schema adottato da Linneo.

## Gemellaggi
Il giardino di Linneo è gemellato con il giardino della Minerva di Salerno, risalente al XIV secolo, nato come giardino dei semplici a fini didattici per gli studenti della scuola medica salernitana e considerato il più antico orto botanico d'Europa.